# Göttweigi apátság

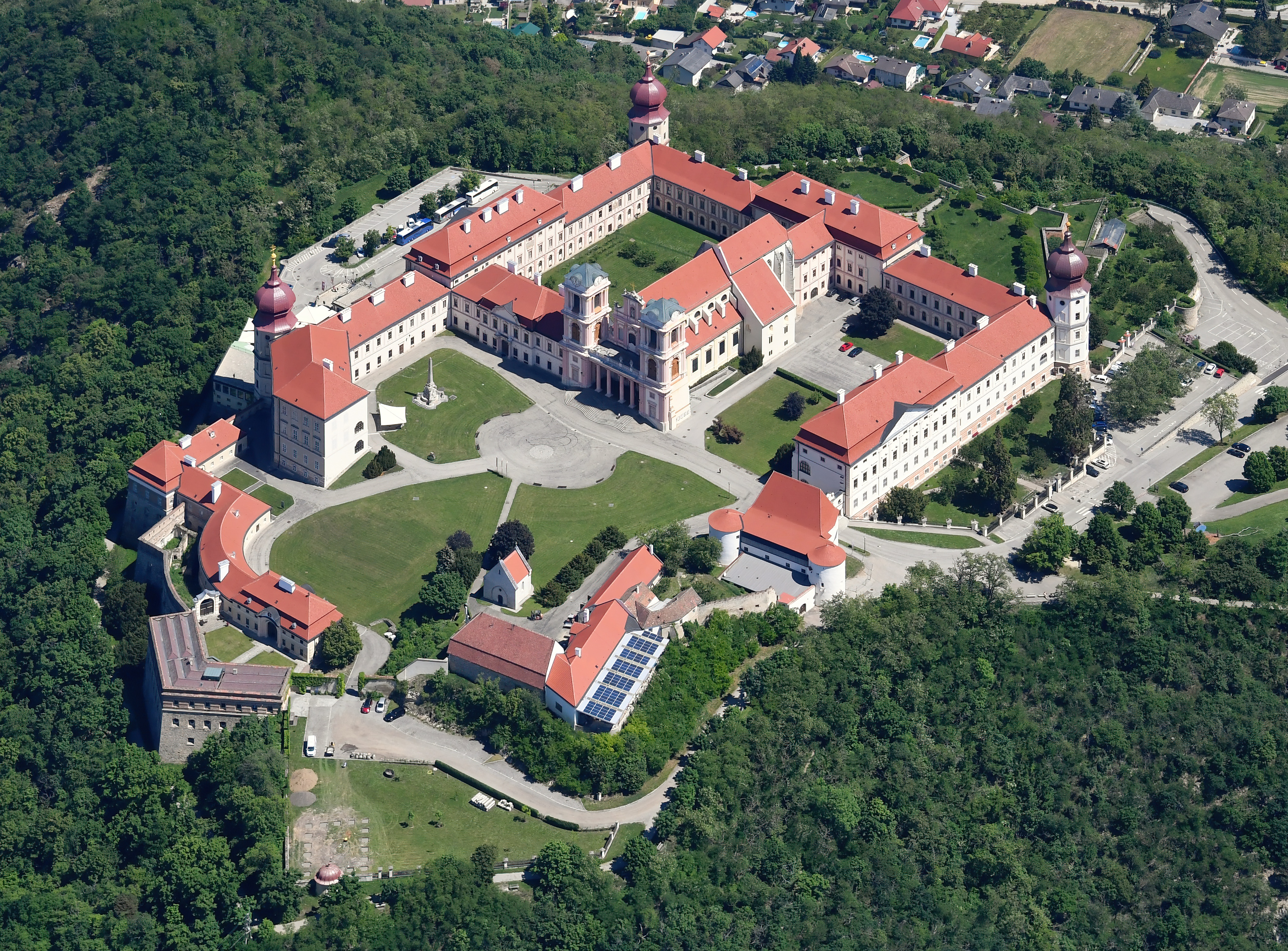
Göttweigi bencés apátság

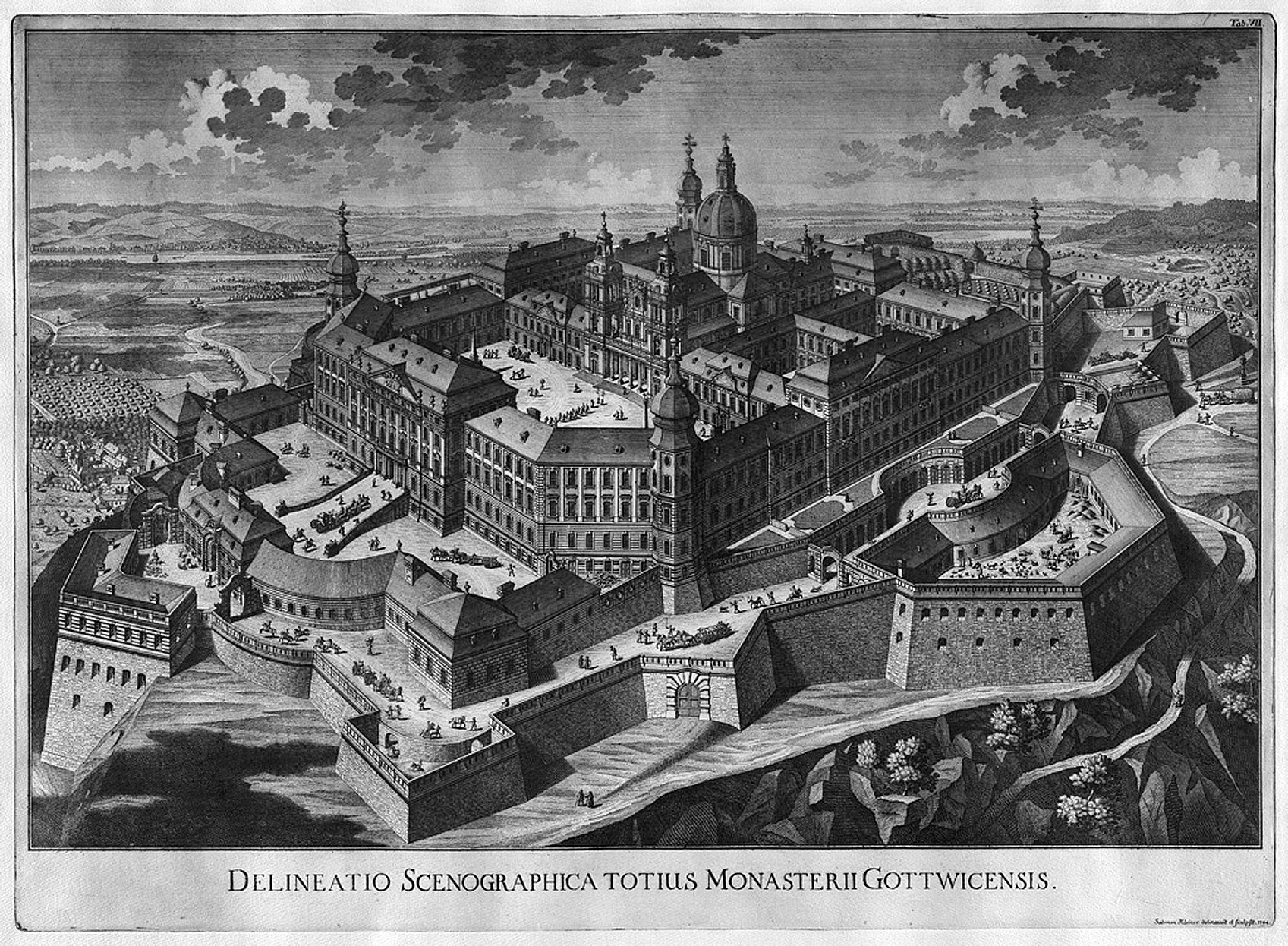

A göttweigi bencés apátság Ausztriában, Kremstől 5 km-re található, a Duna közelében, a Göttweig-domb 422 m magas platójára épült. Monumentális épületegyüttes, melynek legértékesebb részei a gazdagon díszített barokk apátsági templom, valamint a kolostor csodálatos szépségű Császár-lépcsője és dísztermei.

## Története
A kolostort Altmann passaui püspök alapította 1083-ban az ágostonos kanonokok számára. Már 1094-ben a bencéseké lett, akik a fekete-erdei St. Blaisenből érkeztek ide. A kolostor a 13. században jelentősen felvirágzott, de a 16. században különböző csapások – törökök, járvány és tűzvészek – miatt majdnem elpusztult: 1556-tól 8 évre kihalt, és a vele egyidőben alapított apácakolostort is feloszlatták.
Az 1660-as és 1700-as évek hozták meg az újabb felvirágzást, az épületegyüttesen végzett nagyszabású barokk átépítések egészen a 18. század végéig eltartottak.  
Az épület mai alakját a híres udvari építész, Lukas von Hildebrandt tervei alapján 1714–1749 között kapta. A kolostorépületet és a templomot is gótikus épületek maradványaira építették. A templom több szakaszban készült el. Szentélye a 16., a hosszház a 17., a homlokzat pedig a 18. században épült. Azonban végül mind a kolostor, mind a templom befejezetlen maradt, Hildebrandt eredeti tervei jóval grandiózusabbak voltak a végül felépítettnél.

## Galéria

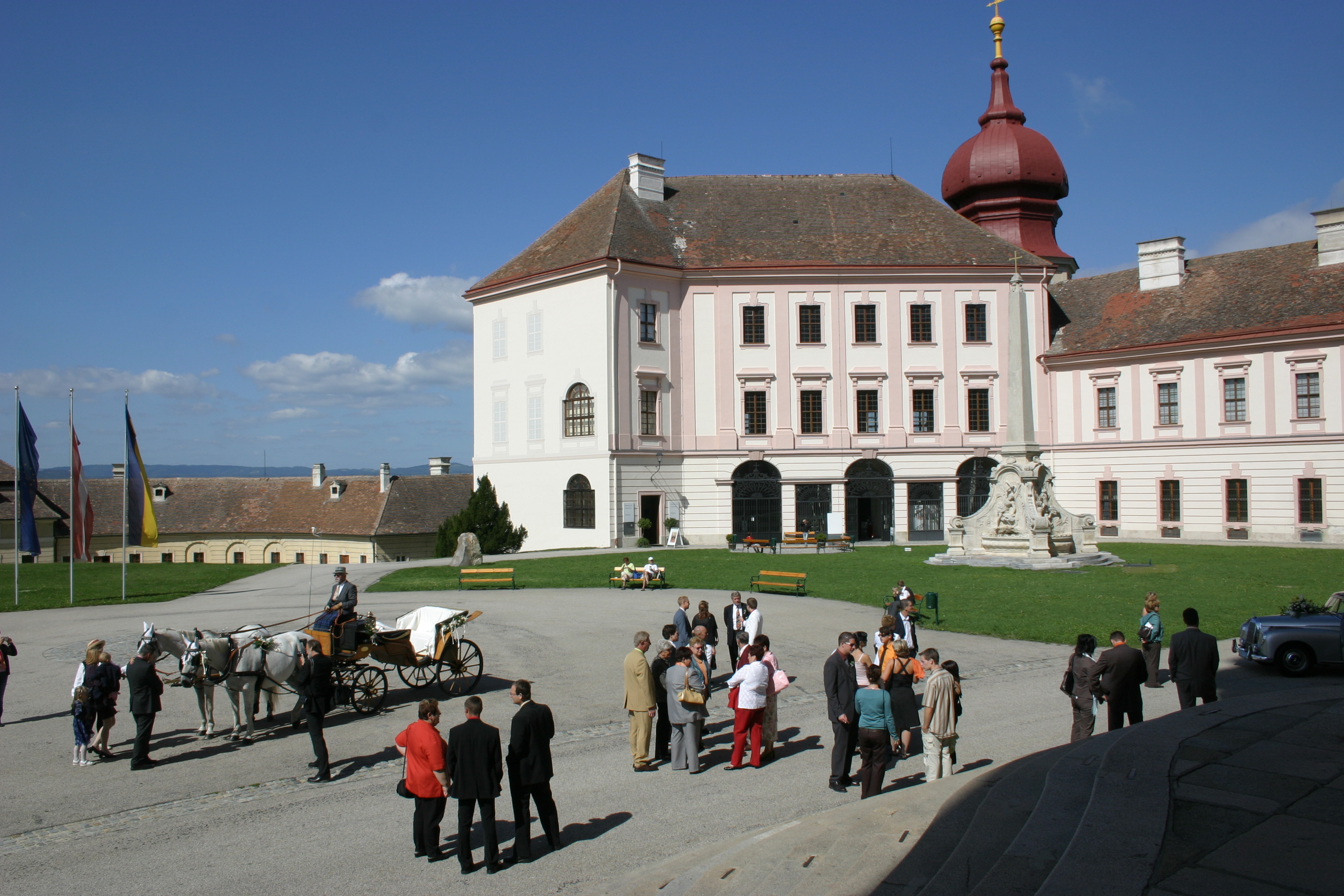
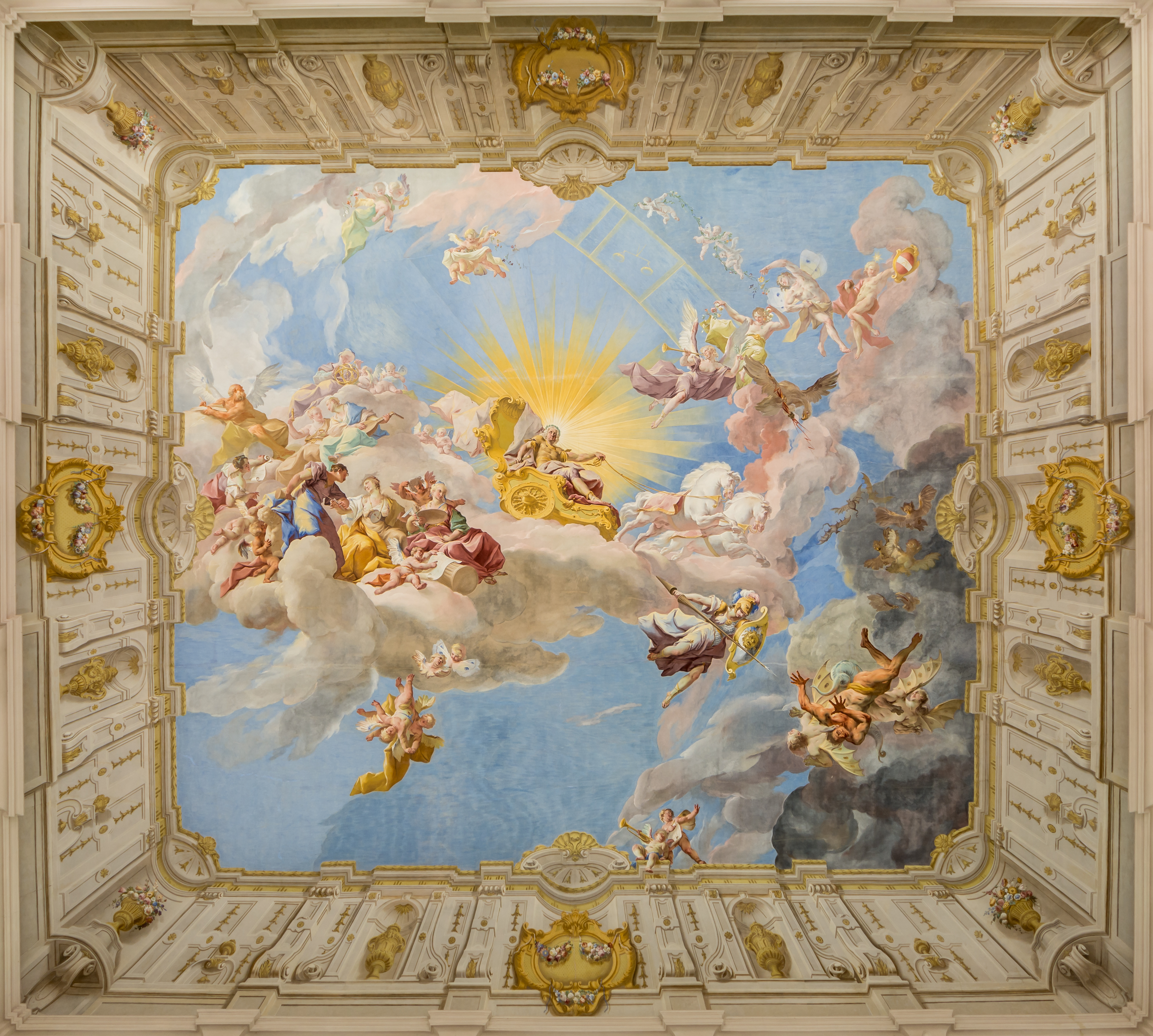
A göttweigi apátság mennyezetfreskója
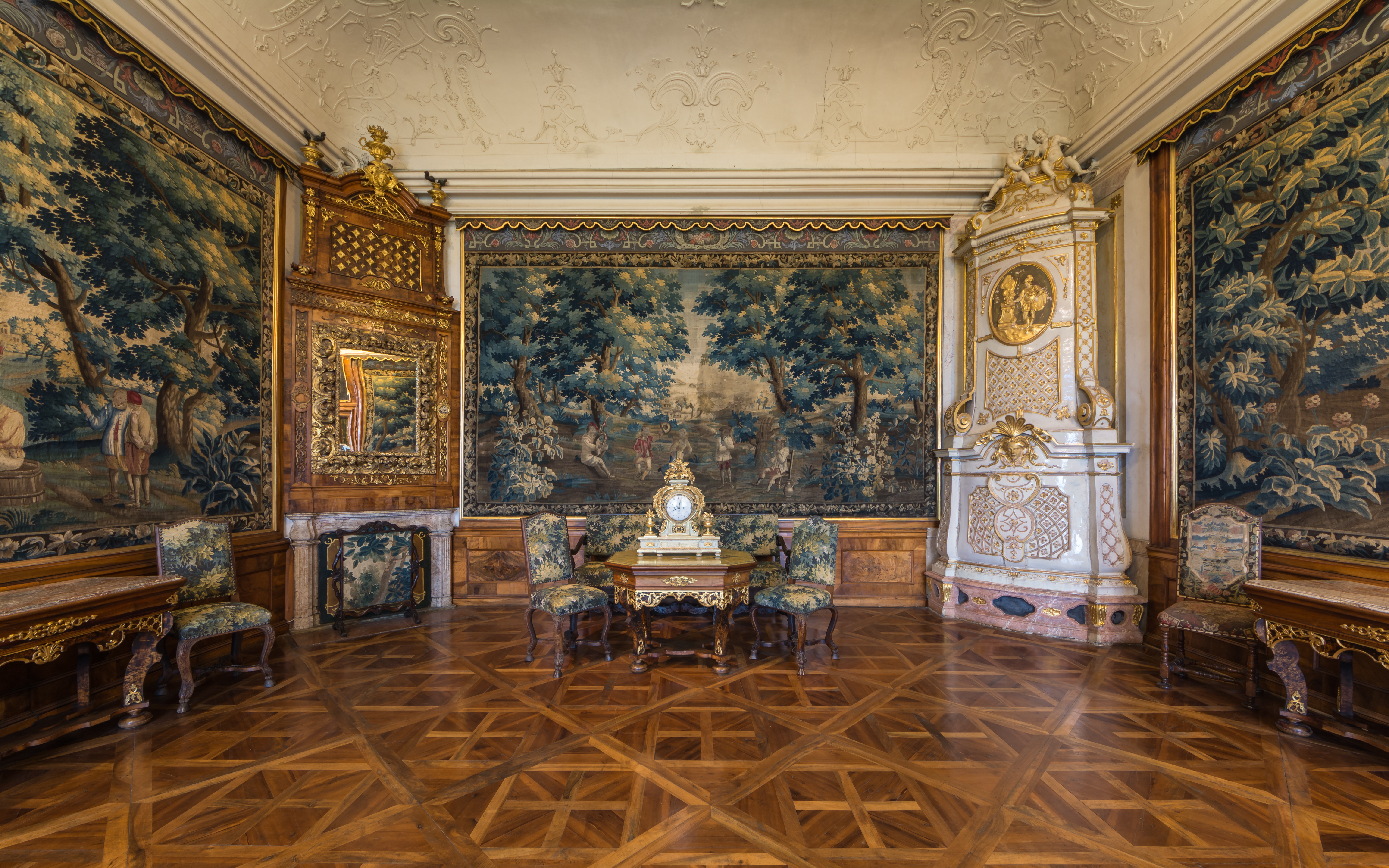
A göttweigi apátság gobelinszobája
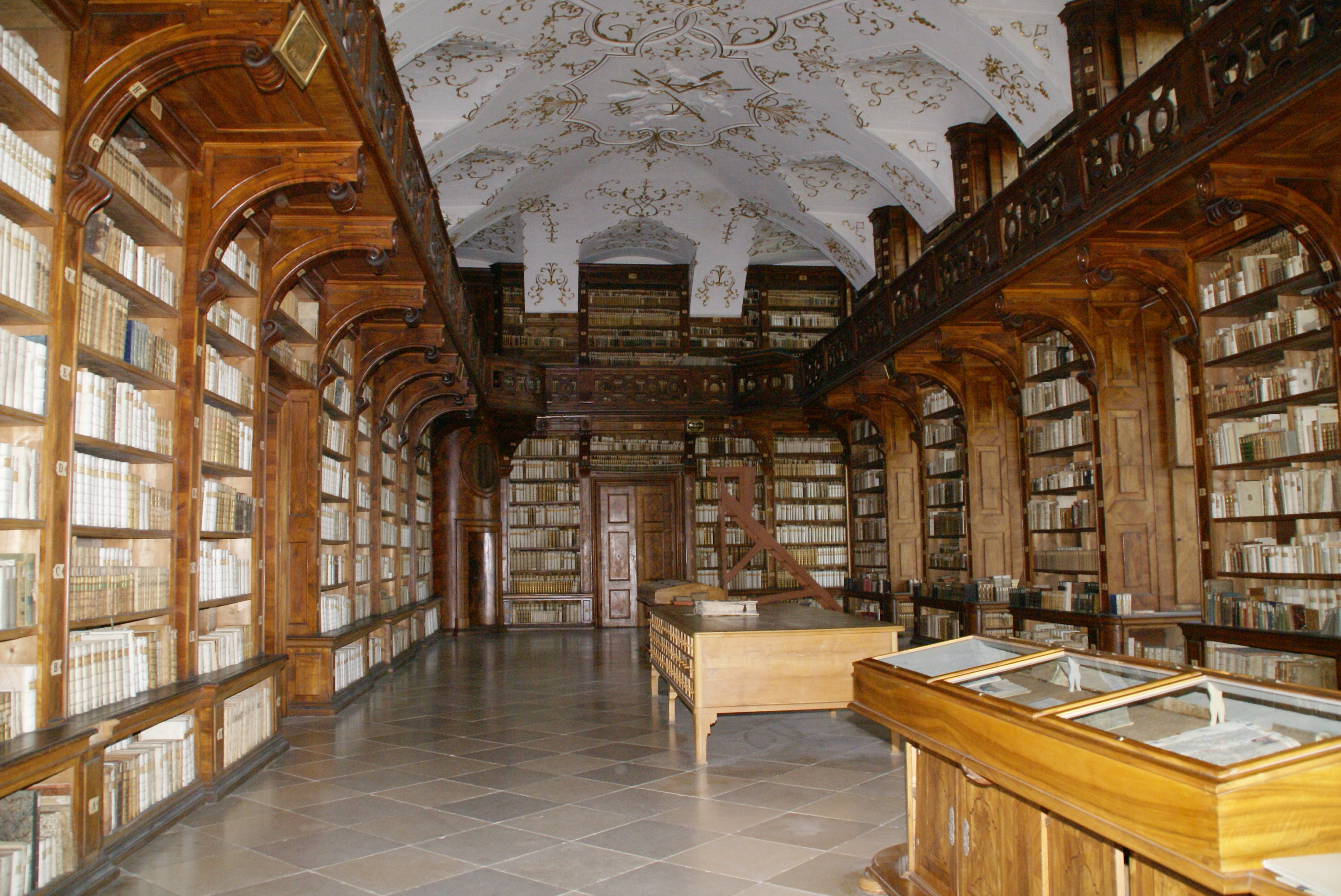
A göttweigi apátság könyvtára
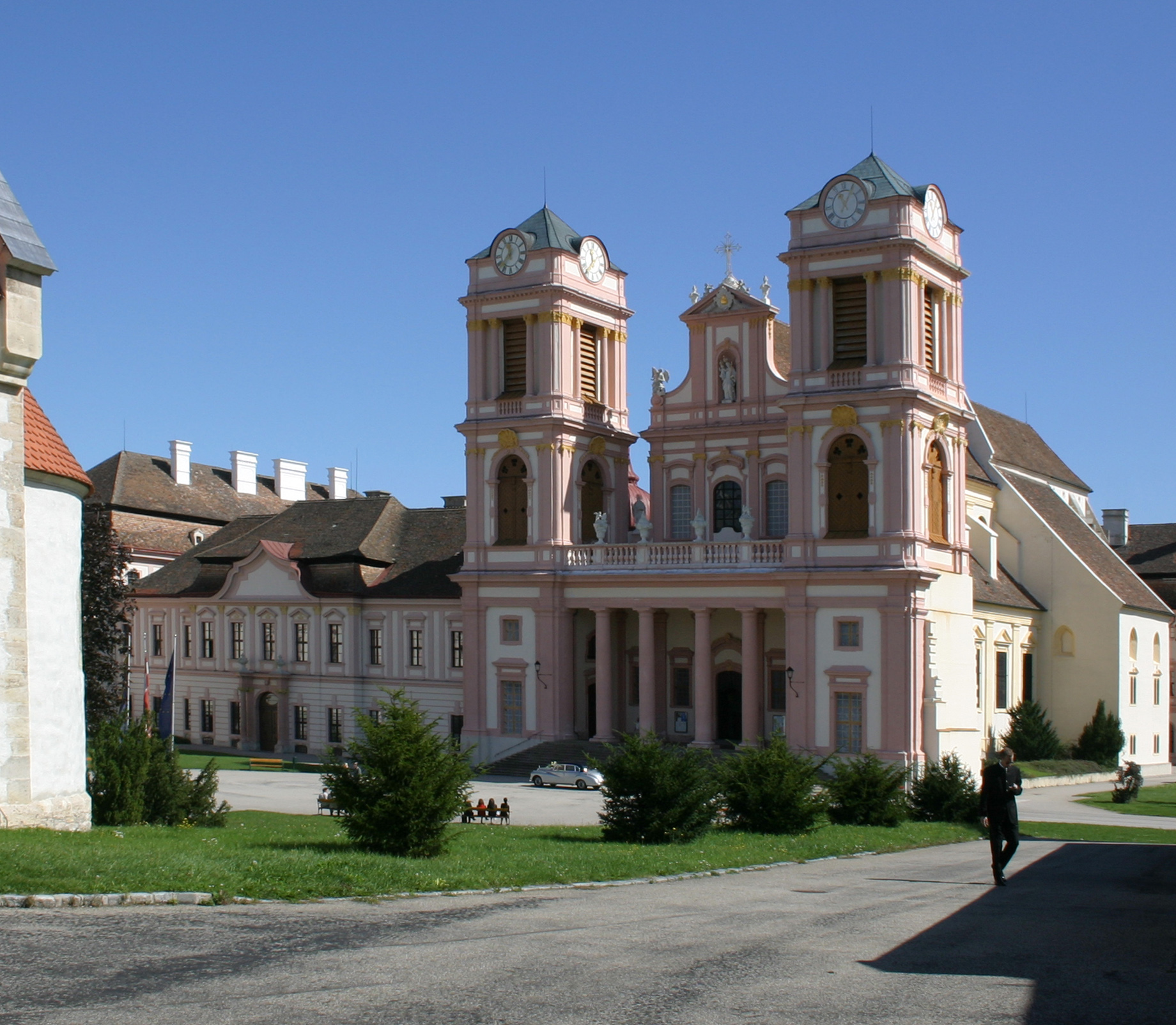
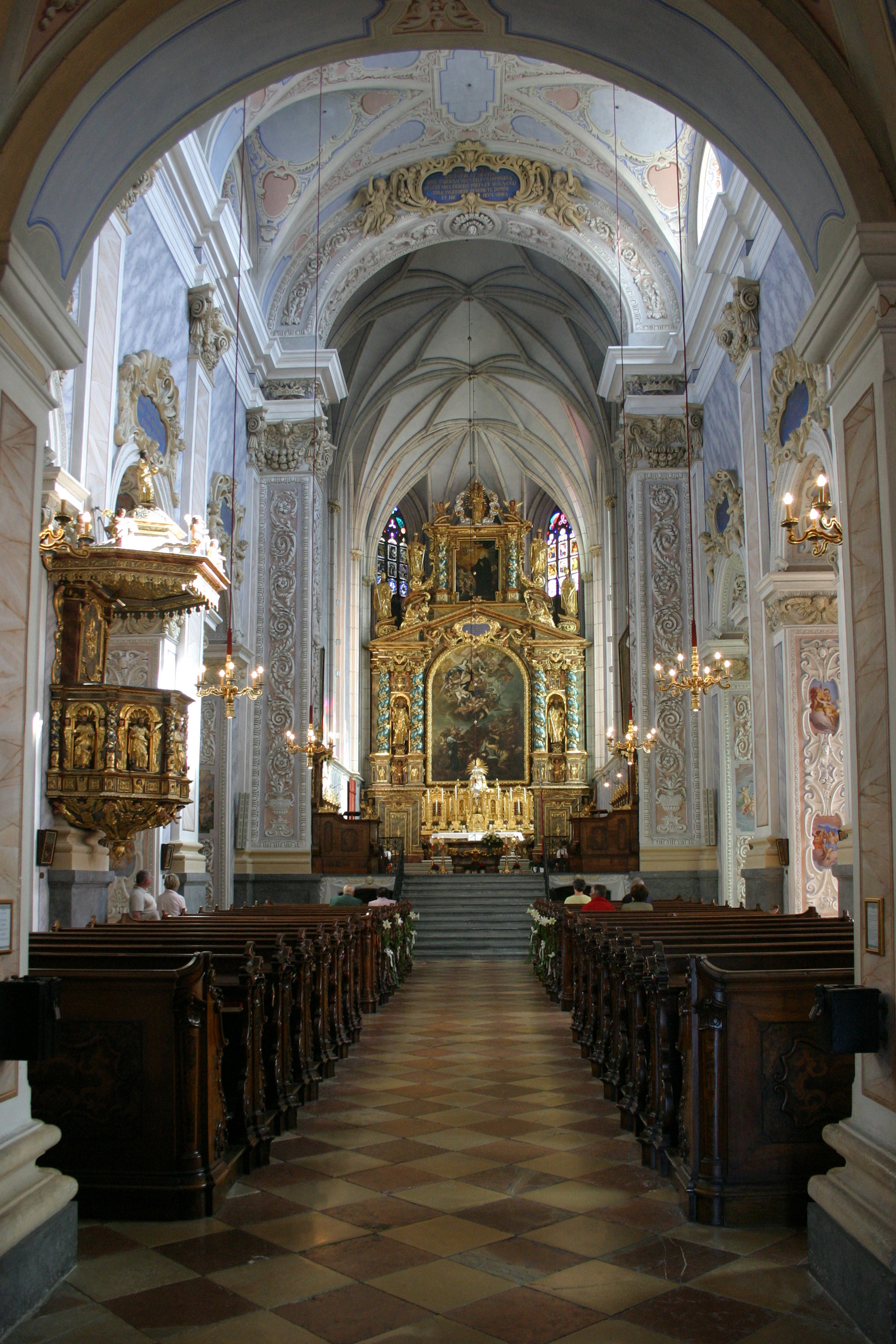
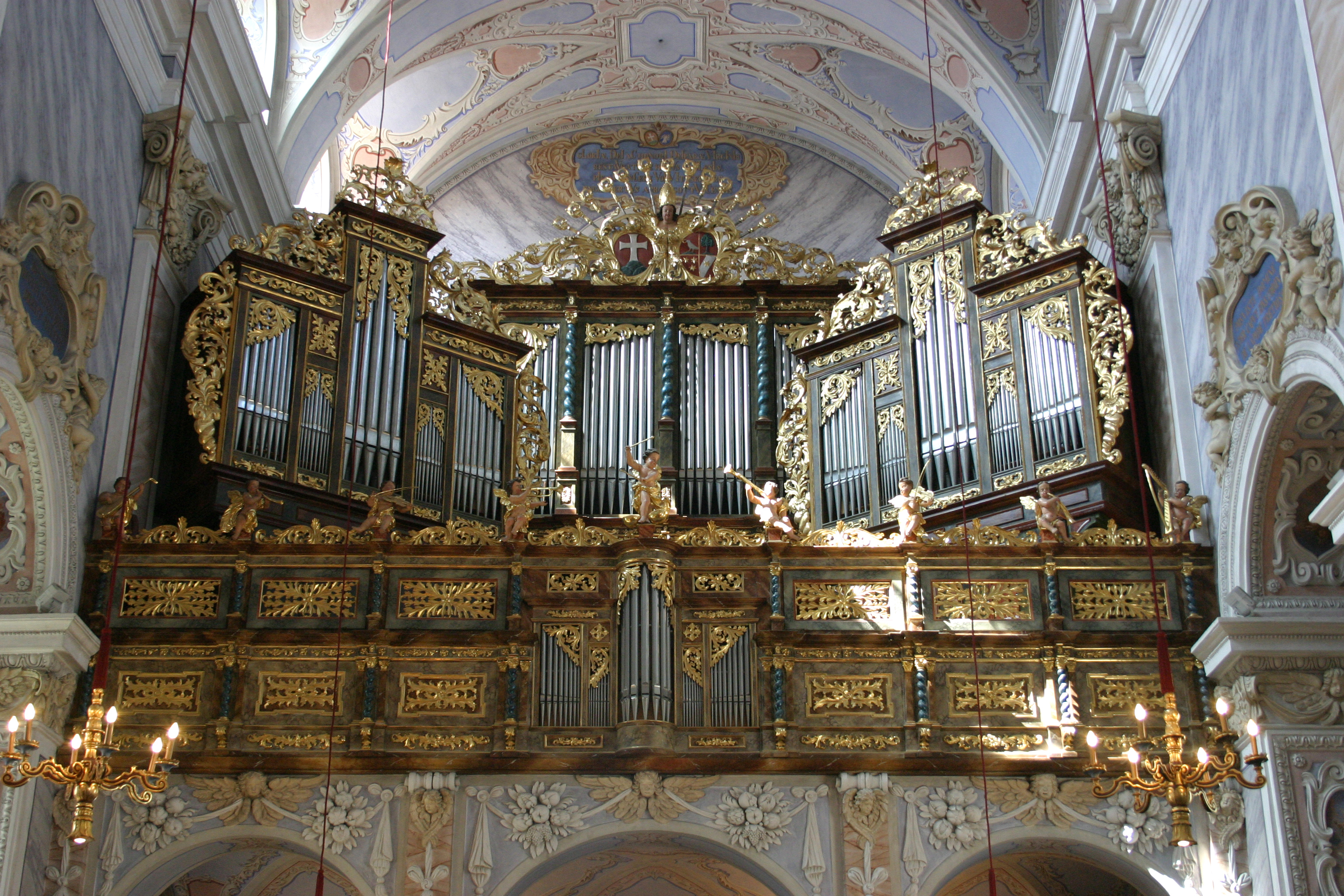